# 푸테알

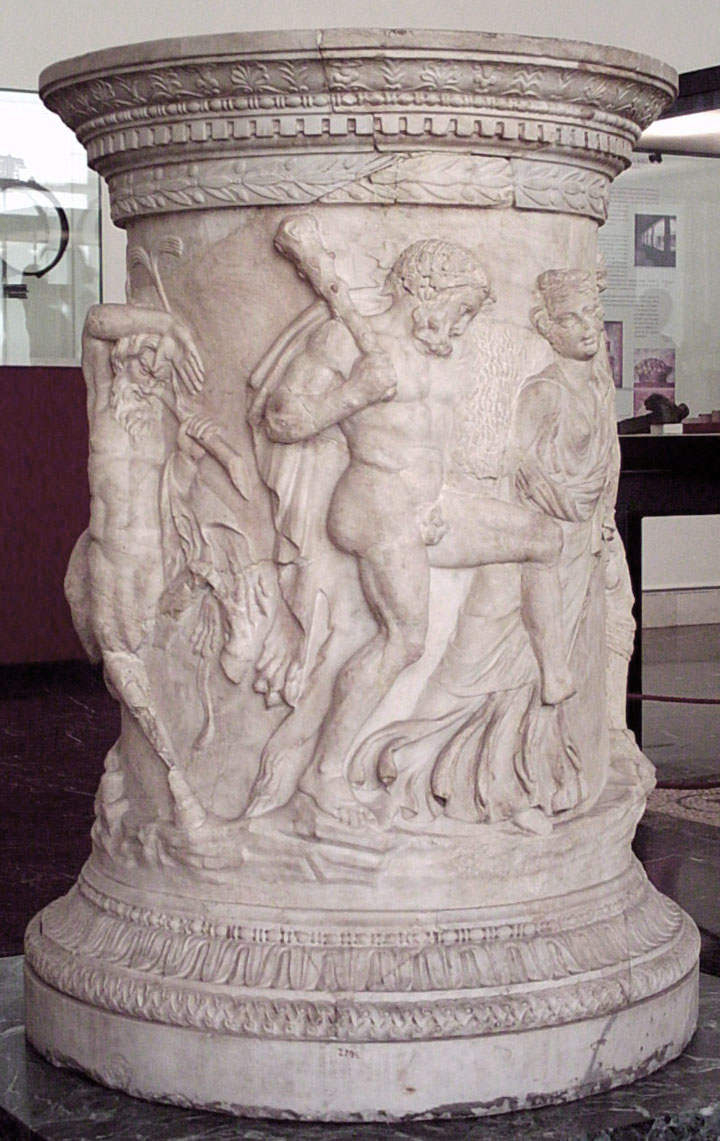
바쿠스의 행렬이 새겨진 고대 로마의 대리석 푸티엘 (서기 1세기 후반)

푸테알 (puteal, 복수형 putealia)는 고대 로마의 건축과 후대 이탈리아 건축에서 우물의 돌담 부분을 장식하기 위한 요소이다. 라틴어로 우물을 뜻하는 '푸테우스' (puteus)에서 유래하였으며 영어로는 '퓨티얼'이라고 발음한다.

## 특징

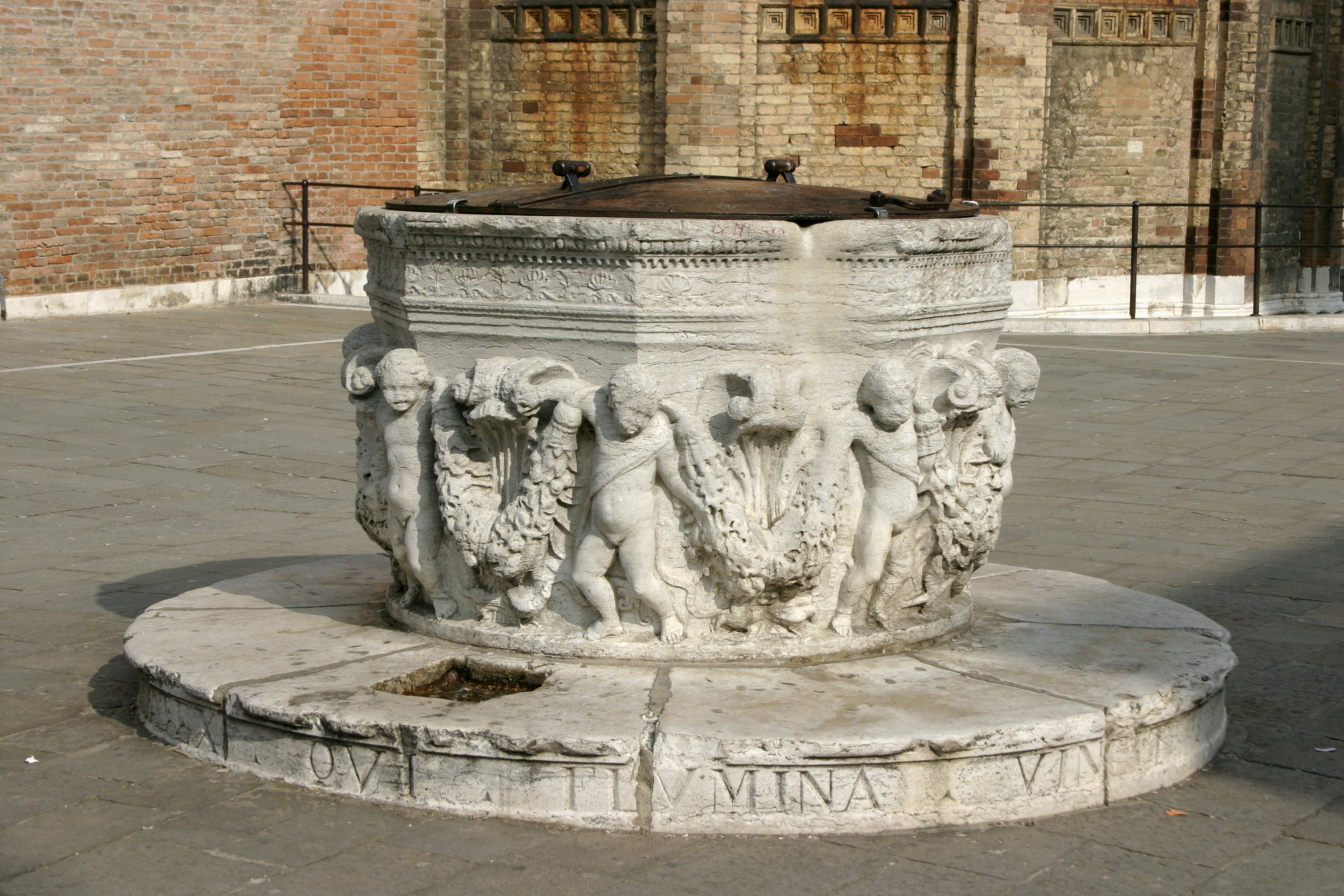
이탈리아 베니치아 캄포 산티 조반니 에 파올로에 자리한 부조장식이 되어 있는 푸테알

푸테알은 우물의 돌담이 갖는 원래 역할이 그렇듯 지면에 서 있는 사람이 우물구멍 속으로 떨어지는 것을 방지하였다. 이탈리아 베네치아의 광장이나 캄포 (Campo)에서는 푸테알로 우물을 두르고 그 위에 무쇠 뚜껑을 만들어 시민들의 추락을 방지하고 수도 공급도 보호하였다.
푸테알은 우물물을 끌어올리기 위한 받침대인 동시에 아름답게 꾸밀 수 있는 건축요소로 활용되었으며, 주로 마을 광장이나 개인저택의 안마당에서 찾아볼 수 있었다. 특히 아트리움 공간에 두는 경우가 많았으며, 임플루비움이라 하는 빗물 저장 공간의 물통에 푸테알을 두르는 형태였다.

### 고전 양식의 푸테알
고대 로마 시대의 고전양식을 따른 푸테알은 돌을 조각하여 만들었으며 유럽에서는 대리석이 자주 쓰였다. 외부 포면에는 고대 그리스와 로마에 관한 소재를 부조로 새겨 장식하였다. 고대 로마 시대에 제작된 푸테알로는 포룸 로마눔에 있었다는 푸테알 스크리보니아눔 (Puteal Scribonianum)이 대표적으로 꼽히는데 현재는 전해지지 않는다.
처음부터 푸테알로 제작된 것이 아니라 다른 건물의 자재였다가 우물담으로 재활용된 경우도 푸테알이라고 부른다. 이렇게 재활용된 자재를 스폴리아 (Spolia)라고 칭하며, 현재 대영박물관에 소장된 길드퍼드 푸테알이 대표적인 사례이다.

## 같이 보기
- 비덴탈 - 벼락이 떨어진 곳에 푸테알을 세워 만드는 성소
- 폰투스 - 고대 로마의 분수와 수원의 신